# Себулонсен, Себастьян Сёрос
Себастьян Сёрос Себулонсен (норв. Sebastian Søraas Sebulonsen; род. 27 января 2000, Ставангер, Ругаланн) — норвежский футболист, защитник немецкого клуба «Кёльн».

## Клубная карьера
Себулонсен — воспитанник клуба «Сола». В 2016 году он дебютировал за основной состав во Второй дивизионе Норвегии. В начале 2020 года Себулонсен перешёл в «Викинг», подписав контракт на два года. 21 июня в матче против «Бранна» он дебютировал в Типпелиге. 28 ноября в поединке против «Старта» Себастьян забил свой первый гол за «Викинг». В 2021 году Себулонсен на правах аренды перешёл в «Мьёндален». 16 мая в матче против «Саннефьорда» он дебютировал за новый клуб. По окончании аренды Себулонсен вернулся в «Викинг». 